# Telefonul fără fir
Telefonul fără fir este un joc pentru copii.

## Desfășurare
Copiii așezați într-un șir transmit de la un cap la celălalt al șirului șoptind in urechea copilului următor un cuvânt. Cuvântul poate fi ales de primul copil din șir sau de o altă persoană care nu participă activ la joc.
Ultimul copil din șir spune cu voce tare cuvântul auzit de la copilul dinaintea lui.
De cele mai multe ori cuvântul final este diferit de cel inițial din cauza alterării sale pe parcursul trasmiterii de la un copil la altul.

## Observație
Ideea de telefon fără fir era primită de către copii cu mult amuzament în vremurile premergătoare telefoniei mobile.